# Aetideidae
Aetideidae è una famiglia di crostacei dell'ordine dei Calanoida.

## Generi
- Aetideopsis G. O. Sars, 1903
- Aetideus Brady, 1883
- Azygokeras Koeller & Littlepage, 1976
- Batheuchaeta Brodsky, 1950
- Bradyetes Farran, 1905
- Bradyidius Giesbrecht, 1897
- Chiridiella G. O. Sars, 1907
- Chiridius Giesbrecht, 1892
- Chirundina Giesbrecht, 1895
- Comantenna C. B. Wilson, 1924
- Euchirella Giesbrecht, 1888
- Gaetanus Giesbrecht, 1888
- Gaidius Giesbrecht, 1895
- Jaschnovia Markhaseva, 1980
- Paivella Vervoort, 1965
- Paracomantenna Campaner, 1978
- Pseudeuchaeta G. O. Sars, 1905
- Pseudochirella G. O. Sars, 1920
- Senecella Juday, 1923
- Undeuchaeta Giesbrecht, 1888
- Undinopsis G. O. Sars, 1894
- Valdiviella Steuer, 1904